# Marsupium
Le marsupium, ou poche marsupiale, voire mastothèque, est un repli abdominal d'épithélium (peau ou cuticule) et de muscles qui forment une poche, espace protégé où la femelle incube sa progéniture.

## Chez les mammifères

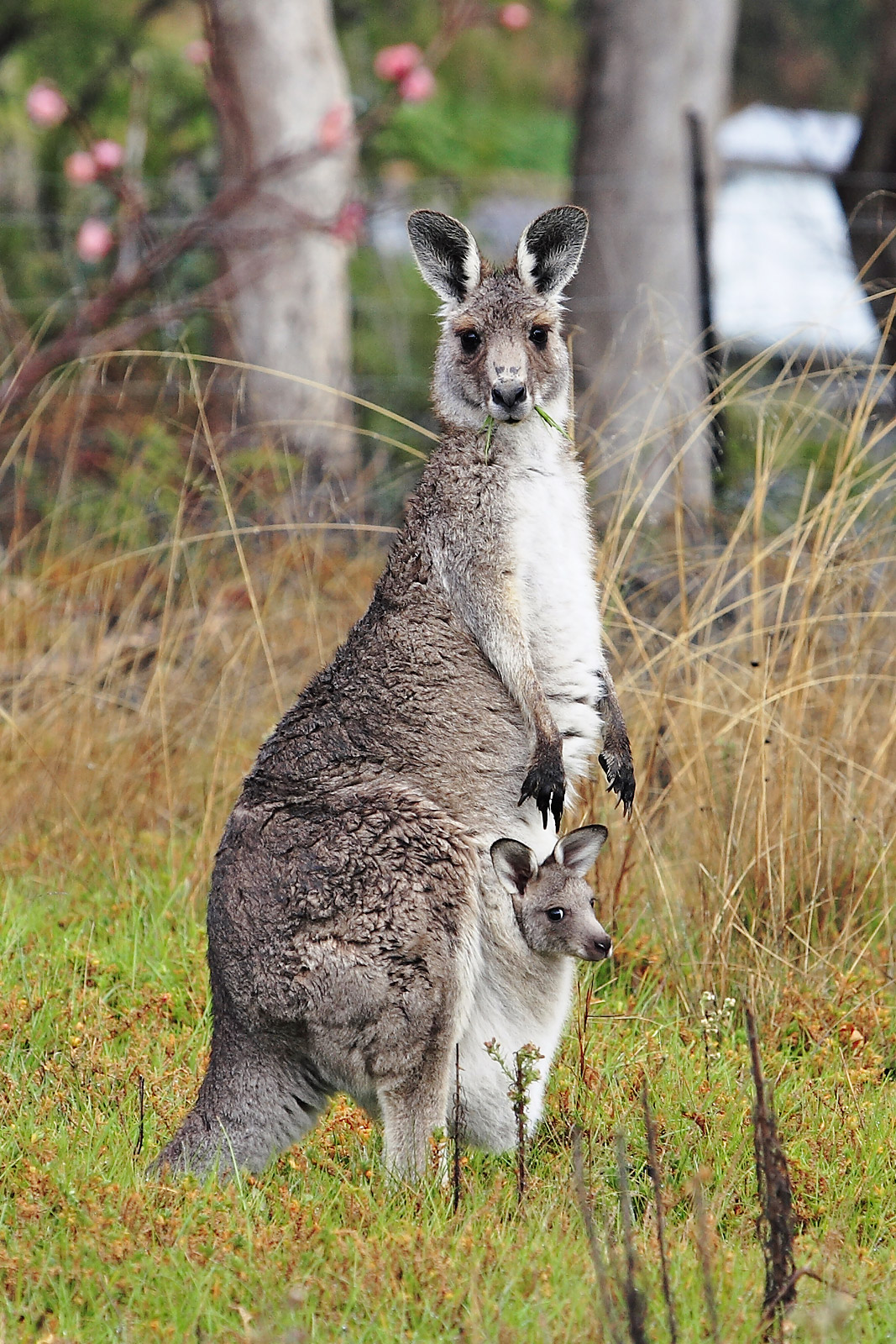
Jeune kangourou dans le marsupium de sa mère.

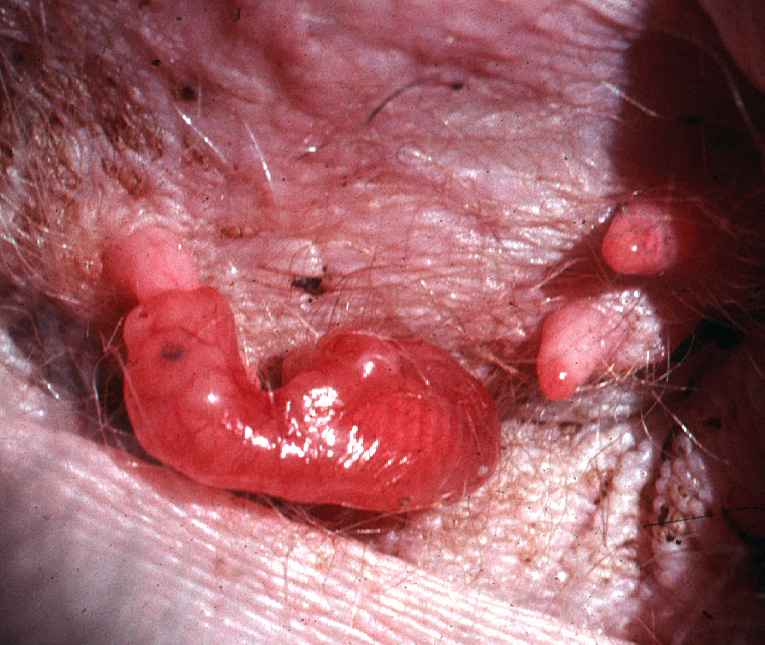
Larve de kangourou tétant un mamelon.

Chez les marsupiaux, lignée regroupant des mammifères très divers tels que le phalanger, le kangourou ou l'opossum, la poche que possède la femelle contient les mamelles, vers lesquelles, sitôt mises bas, les larves marsupiales vont migrer puis s'aboucher pour se nourrir et continuer leur développement,. Elles resteront ainsi jusqu'à atteindre le stade juvénile — les membres étant enfin formés et fonctionnels, les jeunes font leurs premiers pas hors du marsupium mais continueront à y revenir jusqu'au sevrage. Le marsupium des Échidnés est constitué d'un pli ventral qui apparaît en période de reproduction.
Chez la plupart des espèces qui présentent un marsupium, seule la femelle possède une poche, hormis de rares exceptions comme les mâles d'Opossum aquatique ou de Thylacine qui sont munis d'une poche leur permettant de protéger leur scrotum.

## Chez les arthropodes

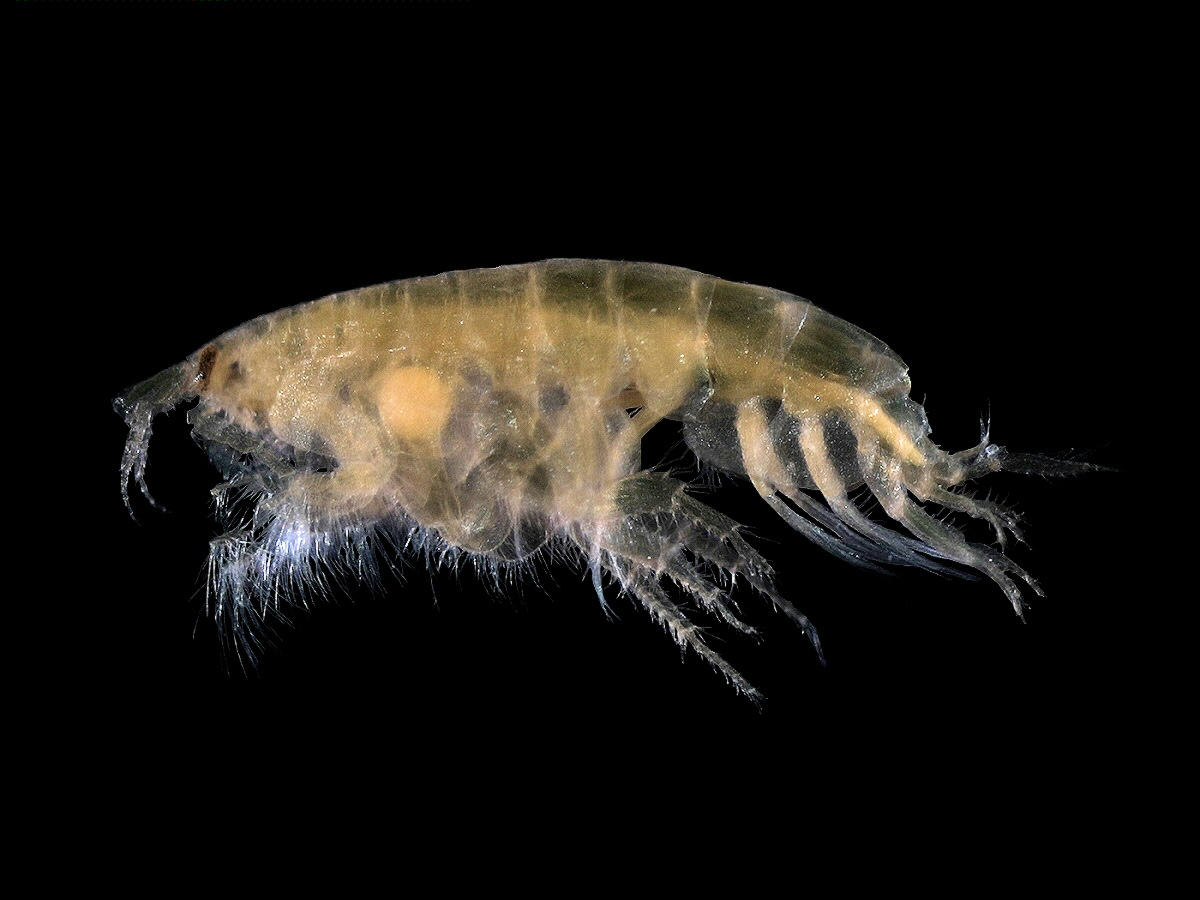
Bathyporeia elegans (un amphipode) portant un œuf dans son marsupium.

Chez les Peracarida (un super-ordre de Crustacés) et notamment les isopodes (dont les cloportes et le bathynome géant) et les amphipodes (dont les puces de mer et les gammares), la femelle imago présente une poche incubatrice appelée marsupium, située entre les pattes, dans laquelle elle couve ses œufs jusqu'à éclosion,. Chez les mollusques, tels que les huîtres, le marsupium est formé dans les branchies.